# 露丝·西蒙
露丝·西蒙（Ruth Simon，1962年—）是一位於1997年因為報道厄立特里亞軍隊參與蘇丹內戰而被監禁的厄立特里亞記者。

## 監禁
西蒙在厄立特里亞獨立戰爭期間與人民解放陣線一起工作，並為他們秘密出版刊物。她亦是厄立特里亞婦女重新融入社會協會雜誌《巴納》（Bana）的主編。
獨立戰爭於1991年5月29日結束，厄立特里亞獨立。可是，於1997年4月25日，西蒙在當法新社的駐地記者期間被厄立特里亞政府無理逮捕。之後，總部設於美國紐約的保護記者委員會指出西蒙因報道了當時的總統伊薩亞斯·阿費沃爾基讓厄立特里亞士兵與蘇丹叛亂團體一起戰鬥的新聞，才被拘捕。而阿費沃爾基所屬的黨派人民民主和正義陣線，則在翌日發表了一項聲明，指出西蒙的報道為「嚴重扭曲」，並指出厄立特里亞軍隊從來沒有參與或介入蘇丹內戰。西蒙也是厄立特里亞獨立後首位被厄立特里亞政府逮捕的記者。

## 獲釋
西蒙被逮捕後，未經審判便被政府監禁，而阿費沃爾基則指出西蒙是因“發布虛假信息”而被監禁。於1998年5月，阿費沃爾基宣佈西蒙將會面臨被審，而厄立特里亞政府亦會控告法新社透過一位「所謂的代理」散佈虛假信息。之後，總部設於巴黎的無國界記者代表西蒙提出上訴。而聯合國任意拘留問題工作組及保護記者委員會亦與無國界記者作出相同的行動。於1998年11月24日，西蒙獲保護記者委員會頒發CPJ国际新闻自由奖，以表彰其對新聞自由的貢獻。自此，西蒙成為首位獲頒CPJ国际新闻自由奖的厄立特里亞人。同年12月29日，西蒙在沒有受審的情況下獲釋。保護記者委員會的非洲項目協調員嘉庫納·祺麗娜就西蒙獲釋一事指出「這位僅履行其職責而被定罪的勇敢記者能重返家園，讓我們鬆了一口氣」。西蒙現已離婚，並且育有三名子女。